# Schloss Buchersried

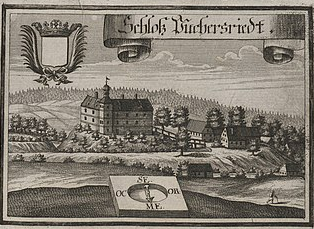
Schloss Buchersried nach einem Stich von Michael Wening (um 1721)

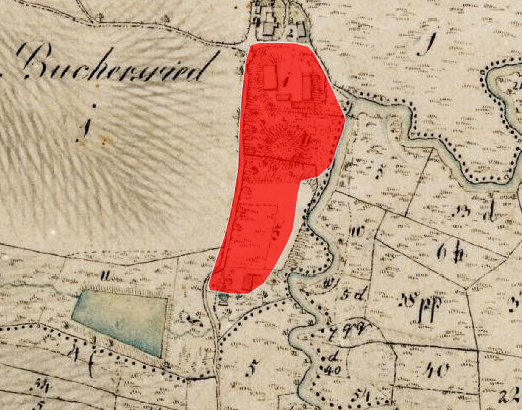
Lageplan von Schloss Buchersried auf dem Urkataster von Bayern Urkataster von Bayern

Schloss Buchersried (auch Puchersriedt) ist ein abgegangenes Hofmarkschloss in Buchersried in der Gemeinde Rohrbach.

## Geschichte
1223 wird erstmals ein Ortsadel „de Ride“ erwähnt, im Jahr 1317 dann „Rüdiger der Pucher von Riede“. Die geschlossene Hofmark wird erst mit Fahlenbach und ab 1542 mit Königsfeld unter „Hilpold dem Königsfelder“ vereinigt. Ort des Herrschaftssitzes blieb Buchersried. Das einstige Schloss, den Landsitz der Pucher, zeigt ein Stich von Michael Wening von 1700. Mit dem Tod Christian Augusts von Königsfeld im Jahr 1808/10 starb das Geschlecht der Königsfelder im Mannesstamm aus.
Von dem ehemals dreigeschossigen, L-förmigen Schloss mit einer Turmhaube ist nichts erhalten. Das Bayerische Landesamt für Denkmalpflege vermerkt als Bodendenkmal unter dem Aktenzeichen D-1-7335-0110 Mittelalterlicher Burgstall und ehemaliges Schloss in Buchersried.